# Obtención del cumplimiento
Obtención del cumplimiento es un término que se utiliza en las ciencias sociales que abarca el acto intencional de alterar el comportamiento ajeno. La investigación en esta área se originó en el campo de la psicología social, pero los estudiosos de la comunicación también han proporcionado una amplia investigación en las formas de obtener el cumplimiento efectivo. Mientras que la persuasión se centra en las actitudes y creencias, el cumplimiento efectivo se centra en el comportamiento.

## Visión de conjunto
La obtención del cumplimiento se produce siempre que una persona induce intencionalmente a otra persona a hacer algo que de otro modo no habría hecho. El cumplimiento y la persuasión están relacionados; sin embargo, no son lo mismo. Los cambios en las actitudes y creencias a menudo son el objetivo en la persuasión; la obtención del cumplimiento busca cambiar el comportamiento de un objetivo. No es necesario cambiar la actitud o las creencias de una persona para lograr el cumplimiento. Por ejemplo, un conductor de automóvil puede tener actitudes positivas hacia la conducción rápida. La amenaza de una multa por exceso de velocidad de un oficial de policía ubicado en un radar de velocidad puede obtener el cumplimiento por parte del conductor. Por el contrario, persuadir a alguien para que cambie su actitud o creencia no necesariamente obtendrá el cumplimiento. Un médico puede decirle a un paciente que el consumo de tabaco representa una grave amenaza para la salud del fumador. El paciente puede aceptar esto como un hecho y ver fumar de manera negativa, pero también puede seguir fumando.

## Desarrollos
La investigación de la obtención del cumplimiento tiene sus raíces en la psicología social, pero se superpone con muchas otras disciplinas, como la comunicación y la sociología. La obtención del cumplimiento puede efectuarse a través de diversos canales, pero la investigación está más asociada con la comunicación interpersonal. En 1967, los sociólogos Marwell y Schmitt intentaron explicar cómo las personas eligen los mensajes para obtener el cumplimiento. Los investigadores postularon que las personas tienen un banco mental de estrategias de las que extraen una cuando seleccionan un mensaje. Marwell y Schmitt crearon una tipología para las técnicas de obtención de cumplimiento: promesa, amenaza, pericia positiva, pericia negativa, gusto, indulgencia, estimulación aversiva, deuda, atractivo moral, autoestima positiva, autoestima negativa, alternativa positiva, alternativa negativa, altruismo, estima positiva y estima negativa. Este estudio fue el catalizador para un mayor interés en el cumplimiento de los académicos de comunicación.
Miller, Boster, Roloff y Seibold (1977), así como Cody y McLaughlin (1980) estudiaron las variables situacionales que influyen en las estrategias de la obtención del cumplimiento. El último estudio identificó seis tipologías diferentes de situaciones que pueden influir en el cumplimiento de las conductas ganadoras: beneficios personales (cuánto beneficio personal puede obtener un actor del comportamiento influyente), dominio (la relación de poder entre el actor y el objetivo), derechos (que el actor tiene derecho a esperar cumplimiento), resistencia (qué tan fácil será influido el objetivo), intimidad (si la relación entre el actor y el objetivo es superficial) y consecuencias (qué tipo de efecto tendría esta situación en la relación entre el actor y el objetivo). Dillard y Burgoon (1985) investigaron más tarde las tipologías de Cody-McLaughlin. Llegaron a la conclusión de que las variables situacionales, tal como las describieron Cody y McLaughlin, hicieron muy poco para predecir el cumplimiento de la selección de estrategias. Ya en 1982 existían fuertes críticas sobre la fuerza de las relaciones entre las variables situacionales y el cumplimiento de la selección de mensajes.
En la década de 1990, se hicieron muchos esfuerzos de investigación que intentaban vincular la selección de estrategias de obtención del cumplimiento y las características de una situación o las características del individuo pero "no lograron fusionarse en un cuerpo coherente de conocimientos". Las dimensiones situacionales y las diferencias individuales no fueron efectivas en la predicción, por lo que los investigadores entraron en otras perspectivas en un esfuerzo por comprender la obtención del cumplimiento. Por ejemplo, Schrader y Dillard (1998) relacionaron los objetivos primarios y secundarios con la estrategia de obtención del cumplimiento. Utilizando el marco teórico de Goals-Plans-Actions desarrollado por Dillard en 1980, Schrader y Dillard operaron desde la suposición de que los individuos poseen y actúan sobre objetivos múltiples. En cualquier situación de cumplimiento, el actor tiene objetivos principales que impulsan el intento de influir en un objetivo. El objetivo principal es de lo qué trata la interacción. Por ejemplo, si un actor quiere que un objetivo deje de fumar, este es el objetivo principal y esto es lo que impulsa la interacción. Sin embargo, en el transcurso de perseguir ese objetivo, hay metas "secundarias" a considerar. Estos son objetivos que limitan el comportamiento del actor. Si el objetivo principal es lograr un objetivo de dejar de fumar, por lo que un objetivo secundario podría ser mantener una relación amistosa con el objetivo. Dillard especifica cinco tipos de objetivos secundarios que atenúan el comportamiento de obtención del cumplimiento: objetivos de identidad (moral y estándares personales), objetivos de interacción (gestión de impresiones), objetivos de recursos relacionales (gestión de relaciones), objetivos de recursos personales (preocupaciones materiales del actor) y objetivos de control de la excitación (esfuerzos para controlar la ansiedad sobre el intento de obtener el cumplimiento).
A pesar de las acusaciones de diferencias individuales que hicieron muy pocos progresos en las estrategias de obtención del cumplimiento, algunos investigadores en la década de los 2000 han centrado sus esfuerzos en rectificar esta debilidad en la investigación para vincular las diferencias individuales con la obtención del cumplimiento. King (2001), reconociendo la escasez de robustos estudios situacionales y de rasgo vinculados a la obtención del cumplimiento, intentó aislar una situación como un predictor del cumplimiento. La investigación de King sugirió que cuando se percibía que el objetivo de la obtención de cumplimiento era menos resistente a los intentos de influencia, los actores usaban más tácticas para obtener el cumplimiento. Cuando los objetivos se percibían como fuertemente resistentes, los actores usaban menos tácticas. Elias y Loomis (2004) encontraron que el género y la raza afectan la capacidad de un instructor de lograr el cumplimiento en un aula universitaria. Punyanunt (2000) descubrió que usar el humor puede mejorar la efectividad de las técnicas de obtención del cumplimiento prosocial en el aula. Remland y Jones (1994) encontraron que la intensidad vocal y el tacto también afectan la obtención de cumplimiento.
Goei et al. (2003) postularon que los "sentimientos de simpatía" entre el objetivo y el actor, así como hacer favores al objetivo, conducen al agrado y la obligación, lo que lleva a un mayor cumplimiento. El dar de antemano (dar a un objetivo un pequeño regalo o favor, como una muestra gratuita de comida) se asocia positivamente con un mayor cumplimiento en extraños. Una de las principales críticas al examinar la literatura sobre la obtención del cumplimiento es que muy poca investigación estudia el cumplimiento real. Llenar una encuesta e informar la intención de cumplir con una solicitud es ciertamente diferente de completar la solicitud. Por ejemplo, muchas personas pueden informar que cumplirán con la orden de un médico, pero, fuera del consultorio del médico, pueden ignorar el consejo médico.

## Aplicaciones
La investigación de la obtención del cumplimiento tiene antecedentes bastante diversos, por lo que gran parte de la investigación utiliza paradigmas y perspectivas alternativos. Como se mencionó anteriormente, el campo de obtención del cumplimiento se originó en la psicología social, pero fue adoptado también por muchos académicos de comunicación. Muchos campos, desde la psicología del consumidor hasta la pedagogía de la educación primaria, han despertado un gran interés en la obtención del cumplimiento de las normas.

### Medicina
Los médicos han expresado mucha frustración con la resistencia al cumplimiento de sus pacientes. Se informó que el 50% de los pacientes no cumple con los consejos y prescripciones médicas. Los investigadores, así como los profesionales médicos, tienen un gran interés en aprender estrategias que pueden aumentar el cumplimiento en sus pacientes. Muchas condiciones severas y crónicas pueden evitarse si se siguen los tratamientos iniciales según lo prescrito, evitando la muerte, lesiones permanentes y tratamientos médicos más costosos más adelante. Los investigadores en comunicación han informado algunos hallazgos clave como: la comunicación clara y efectiva sobre la enfermedad de un paciente aumenta la probabilidad de que el paciente cumpla con el consejo médico. Los médicos que utilizan el humor en su comunicación con pacientes tienen tasas de satisfacción más altas; y las altas tasas de satisfacción con los médicos están altamente correlacionadas con el cumplimiento del paciente.

### Ventas y psicología del consumidor
La publicidad y el marketing son herramientas de persuasión. Hay literalmente siglos de literatura disponible acerca de la persuasión. Sin embargo, cambiar las actitudes y creencias sobre un producto no necesariamente cambia los comportamientos. Comprar un producto es un comportamiento. Investigadores como Parrish-Sprowl, Carveth, y Senk (1994)  han aplicado investigaciones de la obtención del cumplimiento para conseguir ventas efectivas.

### Pedagogía
Para los profesores, ganarse el cumplimiento por parte de los estudiantes es imprescindible para lograr una enseñanza efectiva. Los estudios sobre la obtención del cumplimiento van desde la educación primaria a todo el recorrido educativo, hasta ser adultos y la educación superior.

## Cumplimiento
La obtención del cumplimiento no se concibió originalmente en el campo de la comunicación, sino que se originó a finales de la década de 1960 como resultado de los estudios e investigaciones de dos sociólogos, Gerald Marwell y David Schmitt. En 1967, Marwell y Schmitt produjeron algunas tácticas interesantes para aumentar el cumplimiento con respecto al acto de lograr que un adolescente estudiara. Las tácticas, dieciséis en total, son las siguientes.
1. Promesa: si obedeces, te recompensaré. Por ejemplo, ofreces aumentarle la paga si estudia más.
2. Amenaza: si no cumple, lo castigaré. Por ejemplo, amenazas con prohibirle que use el automóvil si no comienza a estudiar más.
3. Experiencia (positiva): si cumple, será recompensado por la "naturaleza de las cosas". Por ejemplo, le dices que si obtiene buenas calificaciones podrá ingresar en la universidad y conseguir un buen trabajo.
4. Experiencia (negativa): si no cumple, será castigado por la "naturaleza de las cosas". Por ejemplo, le dices que si no obtiene buenas calificaciones no podrá ingresar a la universidad o conseguir un buen trabajo.
5. Gustar: actuar de manera amigable y útil para que la persona tenga un "buen estado de ánimo" para que cumpla con la solicitud. Por ejemplo, intentar ser lo más amable y agradable posible para ponerle de buen humor antes de pedirle que estudie.
6. Entrega previa: Recompensar a la persona antes de solicitar el cumplimiento. Por ejemplo, subir su asignación y decirle que ahora espera que estudie.
7. Estimulación aversiva: Castigar a la persona hasta el cumplimiento. Por ejemplo, decirle que no puede usar el automóvil hasta que no estudie más.
8. Deuda: me debes cumplimiento debido a los favores del pasado. Por ejemplo, usted señala que se ha sacrificado y ha ahorrado para pagar su educación y que le debe a usted obtener suficientes calificaciones para ingresar en una buena universidad.
9. Apelación moral: eres inmoral si no cumples. Le dice que es moralmente incorrecto que alguien no obtenga las mejores calificaciones posibles y que debería estudiar más.
10. Sentimiento propio (positivo): Te sentirás mejor contigo mismo si cumples. Por ejemplo, decirle que se sentirá orgulloso si consigue estudiar más.
11. Sentimiento propio (negativo): Se sentirá peor consigo mismo si no cumple. Por ejemplo, decirle que se avergonzará de sí mismo si obtiene malas calificaciones.
12. Alternativa (positiva): una persona con "buenas" cualidades cumpliría. Por ejemplo, decirle que, como es una persona madura e inteligente, naturalmente querrá estudiar más y obtener buenas calificaciones.
13. Alternativa (negativa): solo una persona con cualidades "malas" no cumpliría. Por ejemplo, decirle que debe estudiar porque solo alguien muy infantil no estudia.
14. Altruismo: Necesito tu cumplimiento, así que hazlo por mí. Por ejemplo, le dices que realmente deseas mucho que pueda ingresar a una buena universidad y que deseas que estudie más como un favor personal hacia ti.
15. Estima (positiva): las personas que valoras pensarán mejor si lo cumples. Por ejemplo, le dices que toda la familia estará muy orgullosa de él si obtiene buenas calificaciones.
16. Estima (negativa): las personas que valoras pensarán peor si no cumples. Por ejemplo, le dices que toda la familia quedará muy decepcionada si obtiene malas notas.

En 1967, Marwell y Schmitt llevaron a cabo una investigación experimental, utilizando las dieciséis tácticas de obtención de cumplimiento e identificaron cinco estrategias básicas para obtener cumplimiento: Actividad de recompensa, Actividad de castigo, Experiencia, Activación de compromisos impersonales y Activación de compromisos personales.

## Poder
A principios de la década de 1960, se produjo otro elemento de obtención del cumplimiento, ya que French y Raven estaban investigando los conceptos de poder, legitimidad y cortesía. Identificaron cinco aspectos influyentes asociados con el poder, que ayudan a ilustrar los elementos del estudio del cumplimiento. Las cinco bases de poder son las siguientes:
1. Poder de recompensa: una persona con poder de recompensa tiene control sobre algún recurso valioso (por ejemplo, promociones y aumentos de sueldo).
2. Poder coercitivo: una persona con poder coercitivo tiene la capacidad de infligir castigos (por ejemplo, despedirte).
3. Poder de un experto: el poder de un experto se basa en lo que una persona sabe (por ejemplo, puede hacer lo que un médico le diga que haga porque sabe más sobre medicina que usted).
4. Poder legítimo: el poder legítimo se basa en el rango o posición formal (por ejemplo, obedeces las órdenes de alguien porque es el vicepresidente de la empresa para la que trabajas).
5. Poder de referencia: las personas tienen el poder de referencia cuando la persona sobre la que intentan tener influencia quiere ser como ellos (por ejemplo, un mentor a menudo tiene este tipo de poder).

(Francés y Raven, 1960)

## Primeras técnicas
El estudio de la obtención de cumplimiento ha sido fundamental en el desarrollo de muchas técnicas comúnmente utilizadas o escuchadas. Las siguientes técnicas son algunas de las que se han desarrollado como producto del estudio de las estrategias de obtención de cumplimiento. Tenga en cuenta que muchas de estas técnicas se han documentado empíricamente aumentando el cumplimiento.

### Pie en la puerta (FITD)
Con una investigación que comenzó en 1966 por Freedman & Fraser, es una de las primeras y más investigadas técnicas de obtención de conformidad. Esta técnica gana el cumplimiento haciendo una solicitud más sencilla y luego una solicitud mayor y más difícil en un momento posterior. La solicitud más pequeña es generalmente una que sería ampliamente aceptada sin escrutinio. La solicitud mayor suele ser la real que la tarea o el objetivo deseaban completar.
Freedman y Fraser pensaron que después de satisfacer la solicitud inicial más pequeña, si la persona no estaba obligada a hacerlo, entonces debía ser "el tipo de persona que cumple con tales solicitudes". 
La tarea / solicitud más pequeña debe estar relacionada con la solicitud más grande y no ser trivial. Para que la técnica del pie en la puerta sea exitosa debe generar el autoconsciente "Yo soy el tipo de persona que cumple este tipo de solicitud", también conocida como la teoría de la autopercepción. Otros estudios encontraron que si la solicitud inicial es fácil pero inusual o extraña, también generaría la efectividad del pie en la puerta.
Hay otras razones además de la teoría de la autopercepción que hacen exitosa la técnica del pie en la puerta.
Consistencia: Cialdini y Guadagno, Asher y Demaine creen que lo que hace que las personas quieran cumplir una petición mayor es la necesidad de ser consecuentes.
La norma de ayudar a otros: Harris creía que después de la primera solicitud, la norma de ayudar a los demás queda clara. Solo se vuelve evidente después de que la persona revisa su razón por la cual completó la solicitud original.
Satisfacer la primera solicitud: Crano y Sivacek pensaron que lo que hacía que la técnica fuera tan efectiva era la satisfacción personal. "La persona aprende que el cumplimiento de la solicitud trae la recompensa de una experiencia positiva. Se puede suponer que la probabilidad de que la satisfacción de este tipo aparezca aumentará si la persona tiene que reaccionar ante algo inusual que despierta su atención y disminuirá". en situaciones en las que la persona reacciona de forma automática y habitual ".

### Puerta en las narices (DITF)
Fue presentada por primera vez en 1975 por Cialdini y sus colegas. Al contrario que el pie en la puerta, en la técnica de puerta en las narices, el solicitante hace una gran solicitud objetable que el objetivo rechaza en lugar de obtener el cumplimiento solicitando una solicitud más sencilla. El solicitante que busca el cumplimiento solicita después una solicitud más pequeña y razonable.
Hay varias teorías que explican por qué la puerta en las narices es una técnica de cumplimiento que gana eficacia.
Teoría de la autopresentación: "los individuos cumplirán con una segunda solicitud debido a temores de que se percibirá negativamente el rechazar la solicitud prosocial sucesiva de cumplimiento".
Concesiones recíprocas: esta teoría describe los efectos de la puerta en las narices como un "proceso de concesiones mutuas". "La segunda solicitud representa una concesión por parte del actor (de su solicitud inicial), y el cumplimiento de la segunda solicitud representa una concesión por parte del receptor (por su inclinación a no cumplir con la primera solicitud) )".
Culpabilidad: una de las razones que hace que la puerta en las narices sea una técnica tan efectiva es que las personas se sienten culpables por negarse a cumplir con una solicitud dos veces.
Responsabilidad social: esta teoría describe las repercusiones y presiones sociales que se producen si un individuo rechaza una solicitud.
En conjunto, las teorías proponen que un objetivo que rechaza la primera solicitud siente una "responsabilidad personal o social" para cumplir con la segunda solicitud. En un esfuerzo por evitar sentirse culpable o reducir el sentido de obligación que el objetivo tendría.

## Técnicas recientes

### Disrupt-then-reframe (DTR)
La DTR fue presentada por primera vez por Barbara Price Davis y Eric S. Knowles en 1999. Esta técnica establece que una persona tendrá más probabilidades de cumplir con una solicitud si la solicitud inicial o el tono es confuso. El tono es seguido inmediatamente por un replanteamiento o una razón para cumplir con la solicitud.
Un ejemplo de esta técnica es: un camarero afirma que "el entrecot es especial por 2 euros, lo que es un trato realmente bueno". Interrumpiendo a la pareja diciendo "2 euros" en lugar de "20 euros", el camarero puede aumentar la probabilidad de que pidan el entrecot.
Se descubrió que la DTR es una forma muy efectiva de lograr el cumplimiento en instancias sin fines de lucro, como recaudar dinero para obras de caridad o pedirle a la gente que realice una encuesta. La DTR resultó ser menos exitosa como técnica de ventas; esto puede deberse a que el mensaje es más escudriñado, lo que hace más difícil confundir al objetivo.

### Persistencia
La persistencia utilizada como técnica de obtención de cumplimiento logra que el objetivo se cumpla al repetir el mensaje. En 1979, Cacioppo y Petty descubrieron que repetir el mensaje más de cinco veces conduce a una disminución en el cumplimiento. El éxito se mejora si la repetición proviene de más de una persona y se mejora aún más si el mensaje tiene la misma idea o significado, pero no es exacto.
Un ejemplo de esta técnica sería: "Mi esposa me recordaba que sacara la basura hasta que finalmente lo hiciera".

### Volcado y persecución (DAC)
La persistencia tiene una alta probabilidad de molestar al objetivo y crear una interacción negativa que podría verse como "molesta". Una forma de evitar esto sería rechazar la objeción a su solicitud preguntando "¿por qué no?". Luego formando otro mensaje para superar la segunda objeción para lograr el cumplimiento. Esta técnica se llama volcado y persecución.
La mecánica de esta técnica es la urgencia y la culpa. Cuando el mensaje repetido se presenta al objetivo, puede percibirse como urgente, lo que hace que le parezca más importante y esté más dispuesto a cumplir. Al crear un sentido de obligación en la solicitud, el objetivo puede desarrollar culpa si no está dispuesto a cumplir.

### Solo otro más (JOM)
Solo otro más fue desarrollado como una forma de hacer que una donación parezca más importante. El uso de esta técnica implica usar el lenguaje de Solo otro más para obtener el cumplimiento. La técnica se considera más útil en casos de voluntariado y donaciones. Se considera que "la última persona que ayude será más gratificante que uno de los primeros o aquellos en el medio, debido a la expectativa de que el solicitante aprecie a la última persona más que a ninguno de los que cumplieron anteriormente". Por ejemplo: "¿Desea comprar este automóvil? Necesito una venta más para alcanzar mi cuota este mes".
Si el objetivo descubre que el solicitante miente o es engañoso acerca de ser el último, creará una perspectiva negativa sobre la persona y la organización a la que representa. Aunque pierde parte de la efectividad, el solicitante puede declarar que están "cerca de su objetivo".

## Estrategias de obtención de cumplimiento
En "Clasificación de los mensajes de obtención de cumplimiento: Trastorno taxonómico y confusión estratégica", Kathy Kellermann y Tim Cole reunieron una selección de estrategias de obtención de cumplimiento como un intento de clasificar más de 820 estrategias anteriores.
   El actor asume su responsabilidad: trate de hacer que los demás cumplan indicando su voluntad de ayudarlos o incluso trabajar en la solicitud usted mismo. Es decir, trate de obtener su cumplimiento ofreciéndole hacerlo usted mismo como medio para hacer que ellos hagan lo que usted desea. Ejemplo: "¿Hay algo que pueda hacer para que pueda terminar el proyecto a tiempo?"
   Alternativa (Negativa): Intenta hacer que los demás cumplan señalando que solo una persona mala no haría lo que se quiere. Es decir, intente obtener su cumplimiento al observar que solo una persona con cualidades negativas no cumpliría. Ejemplo: "Deberías dejar de mirar este tipo de programas de televisión ya que solo a una persona perturbada le gustaría".
   Alternativa (Positiva): Intente hacer que otros cumplan señalando que una buena persona haría lo que se desea. Es decir, intente obtener su cumplimiento al observar que cualquier persona con cualidades positivas cumpliría. Ejemplo: "Un niño bueno se comería todas sus verduras".
   Altruismo: Trate de que los demás cumplan pidiéndoles que le echen una mano por la bondad de su corazón. Es decir, intente obtener su cumplimiento pidiéndoles que sean altruistas y solo lo hagan por usted. Ejemplo: "¿Podrías ayudarme a moverme? Realmente lo apreciaría".
   Afirmación: Intente hacer que los demás cumplan afirmando (indicando enérgicamente) lo que desea. Es decir, intente obtener su cumplimiento exigiéndoles (imponiéndoles) que cumplan. Ejemplo: "¡Ve a buscar una tirita ahora!"
   Uso de la audiencia: intente que otros cumplan al tener un grupo de otras personas presentes cuando realice su pedido. Es decir, intente obtener su cumplimiento preguntándoles a otras personas como una forma de respaldar su pedido. Ejemplo: "Le pedí que fuera al baile de graduación conmigo frente a sus amigas".
   Apelación de la autoridad: trate de lograr que otros cumplan con la autoridad que usted u otras personas tienen. Es decir, intente obtener su cumplimiento utilizando o confiando en una posición de poder sobre ellos para lograr que cumplan con lo que desea. Ejemplo: "Mi jefe me dijo que le diera los informes antes de las 10 a. M. Así lo hice".
   Estimulación aversiva: Trate de hacer que los demás cumplan haciendo cosas que no les gustan hasta que acepten cumplir. Es decir, intente obtener su cumplimiento al molestarlos hasta que hagan lo que usted desea. Ejemplo: "Mi compañero de trabajo me seguía molestando para que dejara de fumar hasta que finalmente lo hice".
   Negociación: Trate de lograr que otros cumplan haciendo un trato con ellos. Es decir, intente obtener su cumplimiento mediante la negociación de un acuerdo en el que cada uno haga algo por el otro para que todos obtengan lo que desean. Ejemplo: "Si me ayudas con los platos, te ayudaré con la colada".
   Beneficio (de otro): Trate de hacer que otros cumplan diciéndoles que otras personas que no sean ellos se beneficiarían si hacen lo que quieren. Es decir, intente obtener su cumplimiento señalando cómo ayuda a otras personas aparte de ellos si cumplen. Ejemplo: "Al donar a nuestra recaudación de fondos, usted se asegura de que todos tengan un abrigo este invierno".
Beneficio (del actor): Trate de hacer que otros cumplan diciéndoles que personalmente lo beneficiarían si hacen lo que quiere. Es decir, intente obtener su cumplimiento señalando cómo le ayudan si cumplen. 
Beneficio (objetivo): intente hacer que otros cumplan diciéndoles que personalmente se beneficiarían si hacen lo que quieren. Es decir, intente obtener su cumplimiento señalando cómo les ayuda si cumplen. Ejemplo: "Si vas a hacer las compras esta noche, tendrás algo para almorzar mañana".
Desafío: Trate de que los demás cumplan desafiándolos a hacer lo que desee. Es decir, intente obtener su cumplimiento provocando, estimulando, tentando, incitando y animándolos a cumplir. 
Elogio: intente hacer que los demás cumplan felicitándolos por sus habilidades o logros. Es decir, intente obtener su cumplimiento elogiándolos para lograr que hagan lo que usted desea. 
Compromiso: Trate de hacer que los demás cumplan ofreciendo un compromiso con ellos. Es decir, intente obtener su cumplimiento haciéndoles una concesión para que le hagan concesiones y hagan lo que usted quiere. Ejemplo: "Te dejaré en el aeropuerto si vas al dentista conmigo".
Cooperación: Intentar que otros cumplan siendo cooperativo y colaborando con ellos. Es decir, intente obtener su cumplimiento no diciéndole a la otra persona qué hacer, sino ofreciéndole que discutan las cosas y las resuelvan juntas. Ejemplo: "Debemos reunir al equipo y generar ideas nuevas para este problema".
Crítica: Trate de hacer que los demás obedezcan criticándolos. Es decir, intente obtener su cumplimiento atacándolos a nivel personal para lograr que hagan lo que usted desea. Ejemplo: "Parece que realmente estás ganando algo de peso, ¿por qué no te vas a correr conmigo?"
Abatimiento: Trate de hacer que otros cumplan actuando lastimosamente y suplicando. Ejemplo: "Soy tan estúpido, no puedo creer que haya borrado el informe. ¿Puede retrasar la presentación?".
Deuda: intente que los demás cumplan recordándoles que están en deuda con usted por las cosas que ha hecho por ellos en el pasado. Es decir, intente obtener su conformidad indicando que le deben hacer lo que desea. Ejemplo: "Deberías pagar por mi almuerzo, compré tu almuerzo la última vez".
Engaño: Trate de hacer que los demás cumplan engañándolos. Es decir, intente obtener su cumplimiento mintiéndoles o engañándolos. Ejemplo: "Les dijimos que el automóvil estaba en perfecto estado de funcionamiento, pero la transmisión no está a punto".
Solicitud directa: intente hacer que otros cumplan simplemente haciendo una solicitud directa. Es decir, trate de obtener su conformidad simplemente preguntando o indicando lo que desea sin dar ninguna razón para que lo cumplan. Ejemplo: "¿Puedo usar la tablet?"
Descargo de responsabilidad (Normas / Reglas): Trate de hacer que los demás cumplan minimizando o desautorizando las restricciones que pueden impedirles hacer lo que usted quiere que hagan. Es decir, intente obtener su cumplimiento señalando que, de lo contrario, los procedimientos, reglas, normas y / o expectativas aplicables deberían romperse en este caso. Ejemplo: "¡Debes conducir más rápido que el límite de velocidad, esto es una emergencia!"
Descargo de responsabilidad (Otros): Trate de hacer que los demás cumplan minimizando o desautorizando la capacidad de cualquier otra persona para hacerlo. Es decir, intente obtener su cumplimiento señalando que otras personas no pueden ayudarlo o hacer lo que se necesita. Ejemplo: "Le pediría ayuda a Ted, pero sabemos que no es bueno en las presentaciones".
Descargo de responsabilidad (sí mismo): intente hacer que los demás cumplan minimizando o desautorizando sus razones para preguntar. Es decir, trate de obtener su conformidad indicando que: (a) no desea causar una mala impresión ni tiene malas intenciones, (b) realmente no desea realizar la solicitud y solo lo está haciendo tan a regañadientes, y / o (c) simplemente no tiene más remedio que hacer la solicitud. 
Descargo de responsabilidad (objetivo): Trate de hacer que los demás obedezcan reconociendo y simpatizando con por qué no quieren hacerlo. Es decir, trate de obtener su conformidad indicando que: (a) comprende y conoce sus razones, sentimientos y capacidades, y / o (b) que es sensible a sus necesidades y preocupaciones.
Descargo de responsabilidad (Tarea): Trate de hacer que los demás cumplan minimizando lo que les está pidiendo que hagan. Es decir, trate de obtener su conformidad indicando que lo que usted quiere que hagan no es lo que piensan que es y no debería representar un problema; no es horrible, esforzado, difícil o tonto. Ejemplo: "Actualizar la base de datos no debería tomar tanto tiempo".
Descargo de responsabilidad (tiempo): Trate de hacer que los demás cumplan minimizando o negando estar ocupado como una razón para rechazar su pedido. Es decir, trate de obtener su cumplimiento señalando que hay o muy pronto habrá suficiente tiempo para que ellos hagan lo que usted desea. Ejemplo: "Deberíamos ir a la tienda ahora, puedes terminar tu informe más tarde".
Deber: Trate de que los demás cumplan señalando que es su deber hacerlo. Es decir, intente obtener su cumplimiento declarando que deben cumplir con las obligaciones, responsabilidades y compromisos que tienen. Ejemplo: "Sacar la basura al final del día es parte de su trabajo".
Equidad: Trate de hacer que otros cumplan con el argumento de que es equitativo hacerlo. Es decir, intente obtener su cumplimiento señalando que ser justo e imparcial significa que deben hacer lo que usted desea. Ejemplo: "Tu hermano limpió la casa la última vez, ahora es tu turno".
Estima (negativa) por parte de los demás: trate de hacer que otros cumplan señalando que, si no lo hacen, otras personas pensarán peor de ellos. Es decir, intente obtener su cumplimiento al observar que a los ojos de los demás se los verá de forma más negativa si no hacen lo que usted desea.